# لمياء الشويخ
لمياء الشويخ، ممثلة ومخرجة بحرينية. وهي أخت الممثلات رنا الشويخ ورشا الشويخ، وقد شاركت في بعض المسرحيات والأفلام القصيرة.

## أعمالها

### من الأفلام
- زهور تحترق.
- يوم أسود.

## وصلات خارجية
- لمياء الشويخ على موقع قاعدة بيانات الأفلام العربية